# (6690) Messick
(6690) Messick est un astéroïde de la ceinture principale.

## Description
(6690) Messick est un astéroïde de la ceinture principale. Il fut découvert le 25 septembre 1981 à la station Anderson Mesa par Brian A. Skiff. Il présente une orbite caractérisée par un demi-grand axe de 2,26 UA, une excentricité de 0,15 et une inclinaison de 3,8° par rapport à l'écliptique.

## Compléments